# Oktató Népkönyvtár
Az Oktató Népkönyvtár egy vegyes tartalmú 19. század végi – 20. század eleji magyar vallási könyvsorozat, amely Lepsényi Miklós kiadásában Pozsonyban, majd Budapesten jelent meg 1889 és 1907 között:
| I. évfolyam |

- Stoltz Albán: Németből szabadon fordítva. (429, 2 l.), 1889
- A nyolc boldogság. A német eredeti legújabb kiadása után szabadon fordította Németh Gellért. (166, 1 l.), 1890

| II. évfolyam |

- Stoltz Albán: Paulai Szent Vince. A német eredeti legújabb kiadása után szabadon fordította Németh Gellért. (111, l.), 1890
- Egy darab kenyér. A német eredeti legújabb kiadása után szabadon fordította Németh Gellért. (90 l.), 1890
- A keresztre feszített irgalmasság, vagyis Magyarországi Szent Erzsébet. A német eredeti legújabb kiadása után szabadon fordította Németh Gellért. (121, 1 l.), 1890
- Szegénység és gazdagság. A német eredeti legújabb kiadása után szabadon fordította Németh Gellért. (131, 1 l.), 1891
- Hét hátbavágás meg egy jókivánat (Kohlschwarz mit einem rothen Faden) A német eredeti legújabb kiadása után szabadon fordította Németh Gellért. (100, 1 l.), 1891

| III. évfolyam |

- Stolz Albán: Az Isten nem segít, de nem is felejt (Wetterleuchten). A német eredeti kiadása után szabadon fordította Németh Gellért. (88 l.), 1891
- Derű és ború (Witterungen der Seele). A német eredeti után fordította Németh Gellért. (96 l.), 1891
- Isten újja (Schreibende Hand auf Wand und Sand). A német eredetiből fordította Németh Gellért. (384 l.), 1892

| IV. évfolyam |

- Stoltz Albán: Isten újja (Schreibende Hand auf Wand und Sand) II. rész. A német eredeti legújabb kiadása után szabadon fordította T. Pelikán Krizsó (214, 1 l.), 1895
- A jó isten képes könyve (képek nélkül), azaz: Az örök élet kalendáriuma. Magyarítja T. Pelikán Krizsó. (199, 1 l.), 1895

| V. évfolyam |

- Soltz Albán: Az ember, vagy hogy neveljük magunkat és másokat. Szabadon fordította Kazacsay Árpád. (157, 1 l.), 1896
- ABC felnőtt emberek számára. Naptár a jelen időre és az örökkévalóságra. Magyarította Kolmár József. (174, 1 l.), 1896

| VI. évfolyam |

- Stoltz Albán: A halál patikája, vagy: ne félj a haláltól. Szabadon magyarítja: Zalavári. (152, 1 l.), 1896
- Zámolyi V. Mihály: Gátfalvi arisztokraták. Humoros korrajz a robotvilágról. A népkönyvtárak számára írta –. (6, 231 l.), 1897

| VII. évfolyam |

- Stoltz Albán: A malterkanalas vitézek. Leleplezések a szabadkőműves konyhából. A német eredeti legújabb kiadása után szabadon magyarítja: Zalavári. (177 l.), 1897–1898

| VIII. évfolyam |

- Spanyol út. Úti rajzok az életből. A német eredeti legújabb kiadása után szabadon fordítja Zalavári. (411 l) 1899. Mellékletül: Z. Varga Mihály: A sátoros cigány, 1899

| IX. évfolyam |

- Herchenbach Vilmos: Szent Cecilia. Történeti regény a kereszténység első századaiból. 220–230. Kr. u. H. V. nyomán írta T. Pelikán Krizsó. (138, 1 l., 1 képmell.), 1900
- Wetzel Xav. Ferenc: Nagymondások (Schlagwörter) a népnek és az ifjúságnak. W.X. F. után T. Pelikán Krizsó. (72 l.), 1900
- Vezetőnk az élet útján. A magyar leányok részére átdolgozta Kubinyi Viktor (117,1 l.), 1900
- Népies magyar egyháztörténelem. A veszprémi növendékpapság Pázmányköre által magyarított dr. Robitsch Mátyás-féle »Egyháztörténelem« adalékja nyomán. (196 l.), 1900

| X. évfolyam |

- Wetzel Xav. Ferenc: Az asszony (Die Frau). Minden rangú és rendű nők számára német eredeti után átdolgozta Domonkos István. (67, 1 l.), 1900
- Sziklay János: Apró történetek. (207, 1 l.), 1901
- Wetzel Xav. Ferenc: A férfi (Der Mann). Férfiaknak kor- és rangkülönbség nélkül német eredeti után átdolgozta Domonkos István. (101, 1 l.), 1901
- A miatyánk. Fordította Aczél Lajos. (62, 1 l.), 1901
- A hívek apostolkodása (Das Laienapostolat). Ifjak és véneknek tanulságos könyv. Német eredeti után átdolgozta Domonkos István. (72, 1 l.), 1901

| XI. évfolyam |

- Stolz Albán: Magyarországi Szent Erzsébet élete. Üdvösséges olvasmány. A német eredeti után fordított kivonatos szöveget eredetinek megfelelőleg kibővítette és átdolgozta T. Pelikán Krizsó. (368 l.), 1902
- Sztroiny Antal: Az irországi kunyhó. Elbeszélés. Németből fordította –. (116, 1 l.), 1902
- Wetzel Xav. Ferenc: Okoskodások (Phrasen). Mindkétnembeli fiatalságnak és a népnek írott könyv. Német után átdolgozta Domonkos István. (73, 1 l.), 1902

| XII. évfolyam |

- Domonkos István: Az élet hullámain. (128 l.), 1903
- Herchenbach Vilmos: A munka áldása. Igaz történet. Népnek és ifjúságnak. H. után T. Pelikán Krizsó. (103 l.), 1903
- A szerecsen leány. Elbeszélés a nép és az ifjúság számára. Németből t. Pelikán Krizsó. (101 l.), 1903
- Wetzel Xav. Ferenc: Cselekvő katholikus (Der praktische Katholik.) Tanulságos könyv fiatalnak, öregnek egyaránt. W. X. F után T. Pelikán Krizsó. (62, 1 l.), 1903
- Egyesületi élet (Das Vereinsleben). Tanulságos könyv a népnek, ifjaknak, öregeknek egyaránt. W. X. F. után T. Pelikán Krizsó. (80 l.), 1903

| XIII. évfolyam |

- Maistre, Xavier de. Praszkovia. Egy szibériai leány története. Franciából fordította Pongrácz József. (64 l.), 1904
- Stolz Albán: Miatyánk. »Miatyánk, ki vagy a mennyekben«, »Szenteltessék meg a Te neved« (62 l.), 1904
- Miatyánk. »Jöjjön el a Te országod«, »Legyen meg a Te akaratod« (63–166 l.), 1904
- Miatyánk. »Mindennapi kenyerünket add meg nekünk ma« (167–290. l.), 1904
- Miatyánk. Isten tíz parancsolata. (291–338. l.), 1904
- Miatyánk. »De szabadíts meg a gonosztól« (339–414. l.), 1904
- Wetzel Xav. Ferenc: Vezérlő csillagok az élet útján. Ifjaknak és cselekvő férfiaknak megírta –. W. X. F. után Nagy Béla. (128 l.), 1904

| XIV. évfolyam |

- Wetzel Xav. Ferenc: Otthon. W. X. F. után fordította Andriszek János. (56 l.), 1905
- Hajótörés után. W. X. F. után Nagy Ipoly. (93 l.), 1905
- A szeszmérés (Das letzte Glas) W. X. F. után Andriszek János. (50 l.), 1905
- Ave Maria. W. X. F. után Andriszek János. (56 l.), 1905
- Jézus szíve. W. X .F. után Medgyesy József. (96 l.), 1905
- Credo. »Hiszek egy Istenben.« Az apostoli hitvallás értelmezése. W. X. F. után Domonkos István. (120 l.), 1905
- Nagy Béla: Kalászos András. Történeti elbeszélés a magyar szabadságharcból. (112 l.), 1905

| XV. évfolyam |

- Bougeaud Emil: A család. – Wetzel X. F.: A házasság. Házasulandók számára megírt tanulságos dolgok. Fordította T. Pelikán Krizsó. (60, 61–190 l), 1906
- Stolz Albán: A nyolc boldogság. Fordította Németh Gellért. 2. kiadás. 2 kötet. (1–64, 65–144. l.), 1906
- Wetzel Xav. Ferenc: Veni, domine Jesu! (Oh jöjj, uram Jézus) Szülőknek és az ezek által első áldozóknak ajánlva. W. X. F. után Kábik Géza. (70, 32 l.), 1906
- A szerencse útja. Ifjak számára. W. X. F. után Andriszek János. (64 l.), 1906
- A láthatatlan kéz. W. X. f. után Andriszek János. (79 l.), 1906
- Arany könyv (Das golden Büchlein). W. X. F. után T. Pelikán Krizsó. (63 l.), 1906

| XVI. évfolyam |

- Németh Gellért: Alakok a falunkból, meg egy figura. (A nyolc boldogság képekben.) Az uraság. (56 l.), 1907
- A plébános úr. »Boldogok a szelidek« (A nyolc boldogság képekben) (48 l.), 1907
- Wetzer Xav. Ferenc: Takarékoskodjunk! Jó lesz elolvasni öregnek, fiatalnak. W. X. F. után T. Pelikán Krizsó. (54 l.), 1907

A IV. évfolyamtól kezdve a Népnaptár című külön melléklettel jelentek meg a kötetek.